# 費賈傑國家公園
36°46′11″N 8°39′10″E / 36.7697°N 8.6529°E

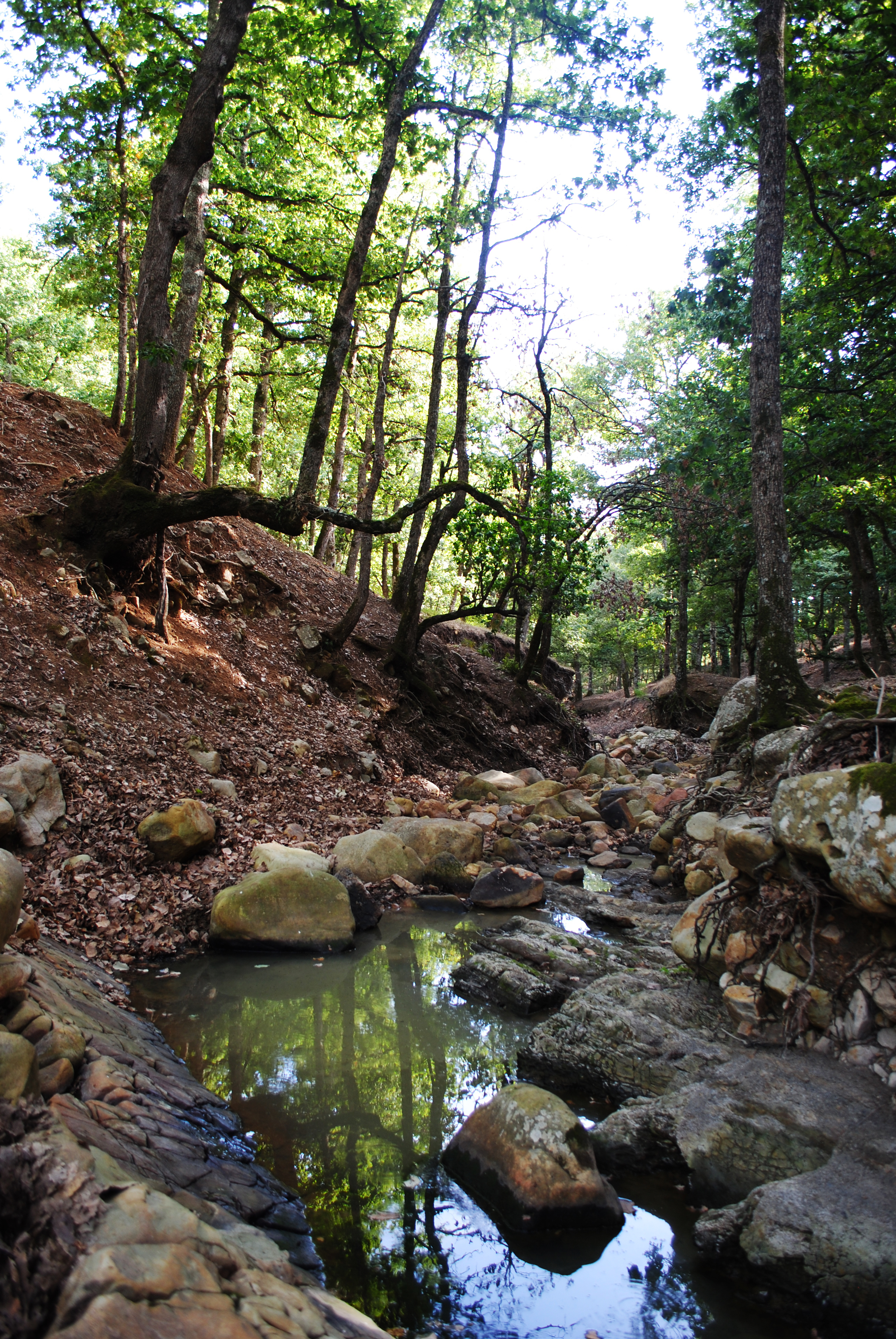

費賈傑國家公園是突尼西亞的國家公園，位於該國西北部堅杜拜省，成立於1990年6月9日，面積28平方公里，有巴巴里馬鹿、亞洲胡狼、赤狐、舊大陸豪豬、亞非野貓等野生動物棲息。